# くどき屋ジョー
『くどき屋ジョー』（くどきやジョー）は、ジョージ秋山による日本の漫画作品。

## 概要
1986年から1987年まで『ビッグコミックスペリオール』（小学館）にて連載された。単行本は全4巻。

## 主な登場人物
城竜介（通称：ジョー）
元は将来を約束されたエリートサラリーマンであったが、サラリーマンとしての生活に嫌気がさし、妻に離婚届けと財産の全てを渡し家出し、ルンペン生活を送っている（ただし、ホームレスとは違い普通にアパートで暮らしている）。
普段は無精髭でボサボサの髪に、よれよれの服装の冴えない男として過ごしているが、依頼があれは「口説き屋」として、別人のような二枚目のダンディな男に変身し、口説きのテクニックで女性を口説き夢中にさせ、依頼を解決していく。
鞭の使い手でもあり、喧嘩も強い。
毒薬仁
ヤクザ。訛りがあり、自分の事を「オリ（俺）」と言っている。時折哲学者のような物言いをする。
ジョーに対してライバル意識を持っているが、いつも酷い目に遭わされている。ルンペン姿のジョーとも面識はあるが、口説き屋のジョーと同一人物であることは知らない。ジョージ秋山作品では数多く登場しているキャラクターである。
ジョーの妻
サラリーマンの生活が嫌になったジョーから離婚届けと財産の全てを渡されるが、ジョーがルンペンになった理由が理解できない。離婚する気は全くないため、度々ジョーの前に現れジョーを元のサラリーマンに戻そうとしている。

## 刊行情報
単行本
- ジョージ秋山 『くどき屋ジョー』 小学館〈ビッグコミックス〉、全4巻
  1. 1987年11月発行、ISBN 4-09-181451-4
  2. 1988年7月発行、ISBN 4-09-181452-2
  3. 1988年9月発行、ISBN 4-09-181453-0
  4. 1989年3月発行、ISBN 4-09-181454-9

廉価版
- ジョージ秋山 『くどき屋ジョー 追悼・ジョージ秋山』 小学館〈My First Big〉、全2巻
  1. クラブの女 2020年10月23日発売、ISBN 978-4-09-117848-0
  2. 旅立つ女 2020年11月27日発売、ISBN 978-4-09-117872-5

## テレビドラマ
1989年6月6日、テレビ朝日「火曜スーパーワイド」枠にて放送。

### キャスト
- 奥田瑛二
- 島田紳助
- かとうかずこ
- 沖田浩之

## オリジナルビデオ
1994年東映ビデオ製作。

### キャスト
- ジョー：清水宏次朗
- 毒薬仁：伊集院光
- 中村由真
- 有沢妃呂子
- ルー大柴
- あき竹城

### スタッフ
- 監督：高瀬将嗣
- 脚本：橋本裕志
- 撮影：森勝
- 音楽：PECKER
- 歌：オルケスタ・デル・ソル